# Museu Kazantzakis
El Museu Kazantzakis és una institució cultural situada a la plaça central de Mirtià, a uns 20 km al sud de Càndia, que està dedicat a conservar la memòria i l'obra de l'escriptor Nikos Kazantzakis.
Inclou objectes personals de l'escriptor i la seva família, documents, cartes, les primeres edicions gregues dels seus llibres i traduccions a 49 llengües en 54 països, fotografies, busts, treballs artístics, pòsters, programes, i premsa, gravacions de ràdio i de televisió amb entrevistes a Kazantzakis.
Giorgos Anemoyannis, familiar llunyà de Kazantzakis i escenògraf, fou l'ideòleg del museu, el qual va obrir el 1983. Consisteix en dos edifics: un que allotja l'exposició i un altre destinat a les oficines d'administració.